# Ravindra Kumar Jerath
Ravindra Kumar Jerath es un diplomático de carrera indio retirado.
- El 1 de enero de 1955  entró al Indian Foreign Service.[1]
- En 1965 fue primer secretario de embajada en Tokio.
- De 13 de octubre de 1974 a 1977 fue embajador en Pionyang.[2]
- En 1978 fue secretario de enlace (ED-I) en el Ministerio de Asuntos Exteriores (India).[3]
- De 1979 a 1980 fue enviado en Washington D C.
- De 1980 a febrero de 8 fue embajador en Manila.[4]

.